# Оток (Поддембицький повіт)
Оток (пол. Otok) — село в Польщі, у гміні Задзім Поддембицького повіту Лодзинського воєводства.
Населення — 205 осіб (2011).
У 1975-1998 роках село належало до Серадзького воєводства.

## Демографія
Демографічна структура станом на 31 березня 2011 року:
|          | Загалом | Допрацездатний вік | Працездатний вік | Постпрацездатний вік |
| -------- | ------- | ------------------ | ---------------- | -------------------- |
| Чоловіки | 99      | 19                 | 63               | 17                   |
| Жінки    | 106     | 14                 | 63               | 29                   |
| Разом    | 205     | 33                 | 126              | 46                   |